# Europalace

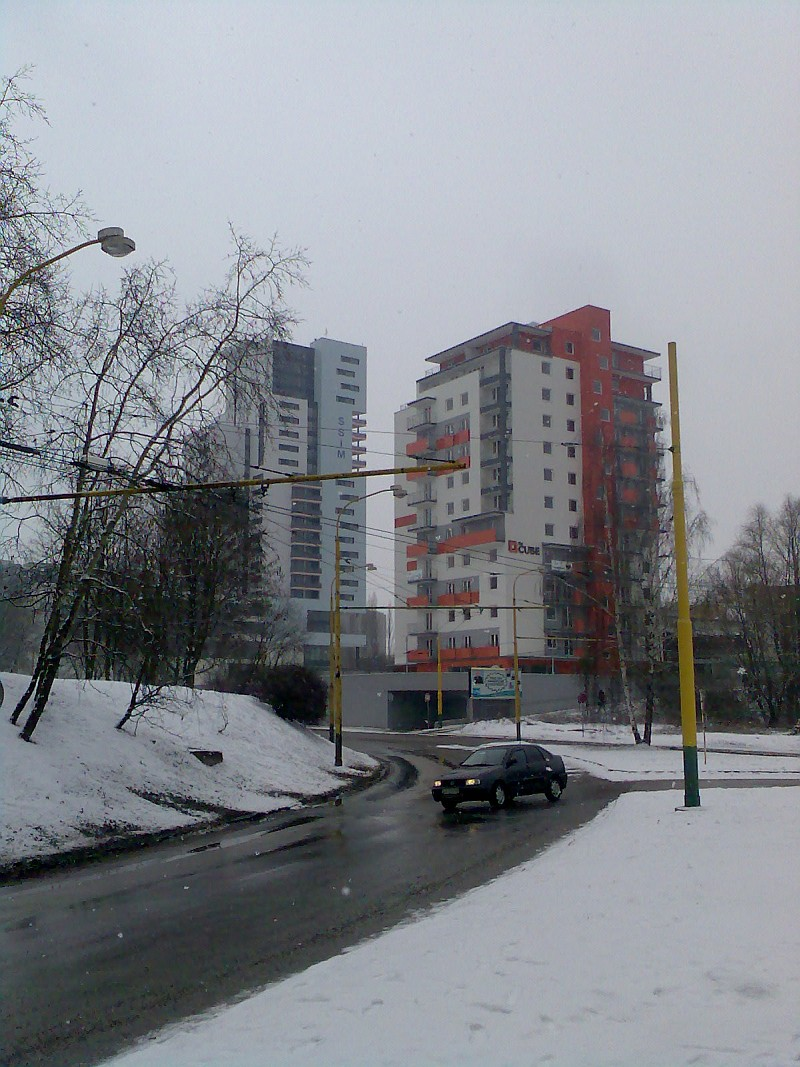
Europalace vlevo a The Cube

Europalace je polyfunkční budova a druhá nejvyšší budova v Žilině. Nachází se na sídlišti Vlčince, na ulici Vysokoškoláků, z druhé strany je Obchodní ulice. Poloha budovy na návrší zajišťuje její viditelnost ze širokého okolí Žiliny.
V dolní části budovy jsou obchodní prostory, věž je využívána jako obytný soubor. Budova poskytuje 106 převážně luxusních bytů a podzemní parkoviště pro bydlící a i návštěvníky obchodní galerie na přízemí.

## Konstrukce
Stavbu realizovala developerská společnost SSIM na základě projektu architekta Michala Diviše. Budova se skládá ze tří bloků, blok A (věž), blok B a polyfunkční blok C. Statiku budovy na její průčelí zajišťují masivní sloupy. Konstrukční systém budovy je deskový.
Má 22 pater a výšku 72 metrů. 
Výkopové práce na budově začaly v březnu 2007 a měla být původně dokončena již v roce 2009. Hrubá stavba byla dokončena na konci roku 2009. V roce 2010 byla budova zkolaudována.

## Kritika
Europalace vzhledem k tomu, že se nachází na sídlišti, kde jsou běžně 11 podlažní bytové domy, nevyvolala takový odpor obyvatel jako budova Amfiteater, která byla postavena mezi rodinnými domy v městské části Bôrik. Otázkou je dostavba Europalace II, která měla již probíhat, ale v současnosti je pozastavena. Tato část měla obsahovat pouze komerční prostory bez bytů, tedy přístavba obchodního centra ke stávající budově.